# Бредбери (Калифорнија)
Бредбери (енгл. Bradbury) град је у америчкој савезној држави Калифорнија. По попису становништва из 2010. у њему је живело 1.048 становника.

## Демографија
Према попису становништва из 2010. у граду је живело 1.048 становника, што је 193 (22,6%) становника више него 2000. године.
| Група             | 2000.       | 2010.       |
| Белци             | 539 (63,0%) | 514 (49,0%) |
| Афроамериканци    | 15 (1,8%)   | 22 (2,1%)   |
| Азијати           | 167 (19,5%) | 276 (26,3%) |
| Хиспаноамериканци | 119 (13,9%) | 218 (20,8%) |
| Укупно            | 855         | 1.048       |